# غاري ميلز (لاعب كرة قدم)
غاري ميلز (بالإنجليزية: Gary Mills)‏ (11 نوفمبر 1961 في المملكة المتحدة - ) هو مدرب كرة قدم ولاعب كرة قدم بريطاني في مركزي الوسط والدفاع. شارك مع منتخب إنجلترا تحت 18 سنة لكرة القدم ومنتخب إنجلترا تحت 21 سنة لكرة القدم. أما مع النوادي، فقد لعب مع ديربي كاونتي وليستر سيتي ونوتس كاونتي ونوتينغهام فورست وغرانتهام تاون ‏ وGresley Rovers F.C. ‏ وAlfreton Town F.C. ‏ ونادي تاموورث ونادي كينغز لين وGlapwell F.C. ‏ ونادي بوسطن يونايتد وسياتل ساوندرز.

## وصلات خارجية
- غاري ميلز على موقع قاعدة بيانات كرة القدم.إي يو (الإنجليزية)
- غاري ميلز على موقع Soccerbase.com (لاعب) (الإنجليزية)
- غاري ميلز على موقع Soccerbase.com (مدرب) (الإنجليزية)
- غاري ميلز على موقع عالم كرة القدم.نت (الإنجليزية)